# Acalolepta speciosa
Acalolepta speciosa är en skalbaggsart som först beskrevs av Charles Joseph Gahan 1888.  Acalolepta speciosa ingår i släktet Acalolepta och familjen långhorningar.
Artens utbredningsområde är Taiwan. Inga underarter finns listade i Catalogue of Life.